# 維也納音樂協會大樓

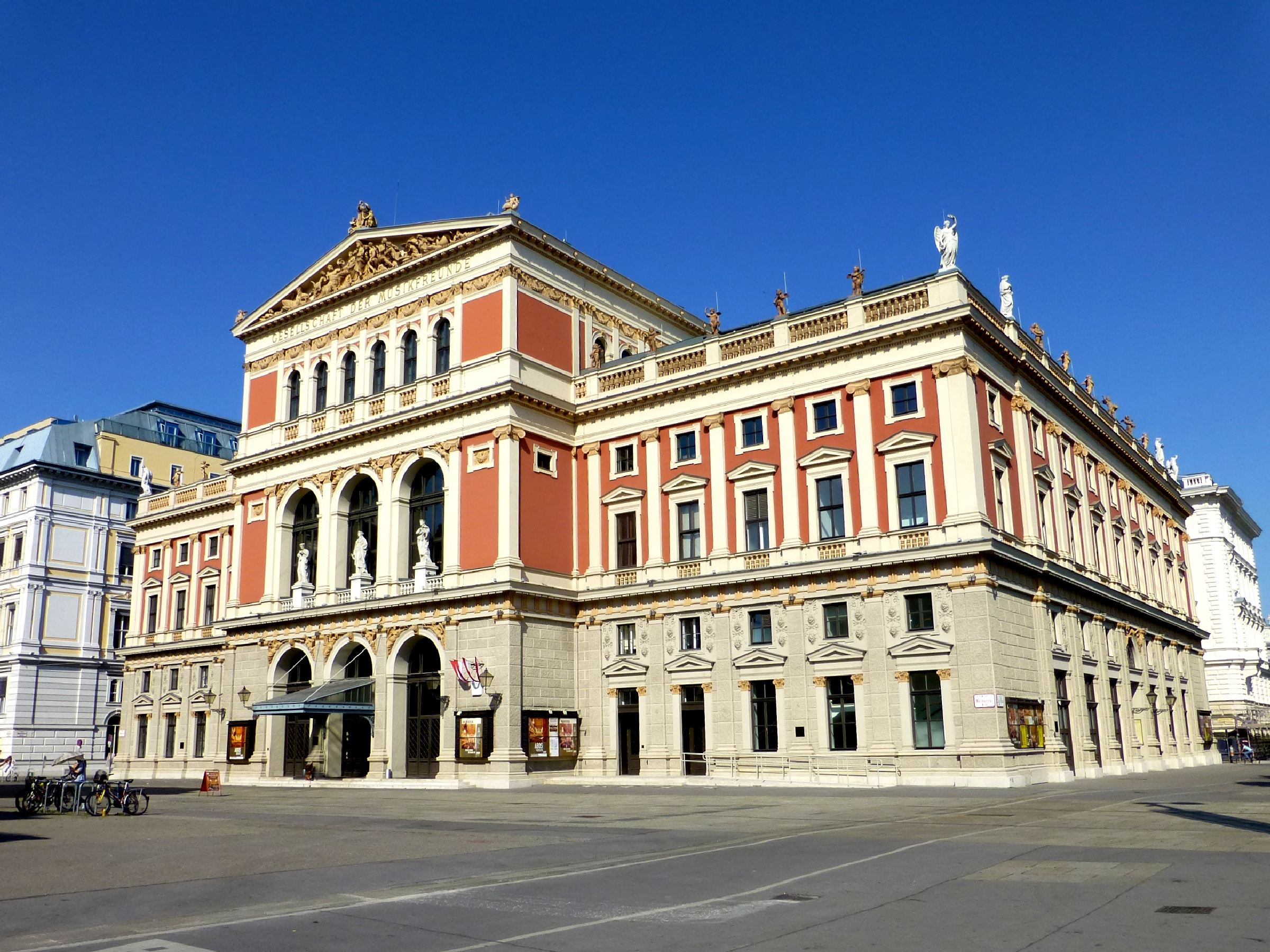
维也纳音乐协会大楼全景（2015年）

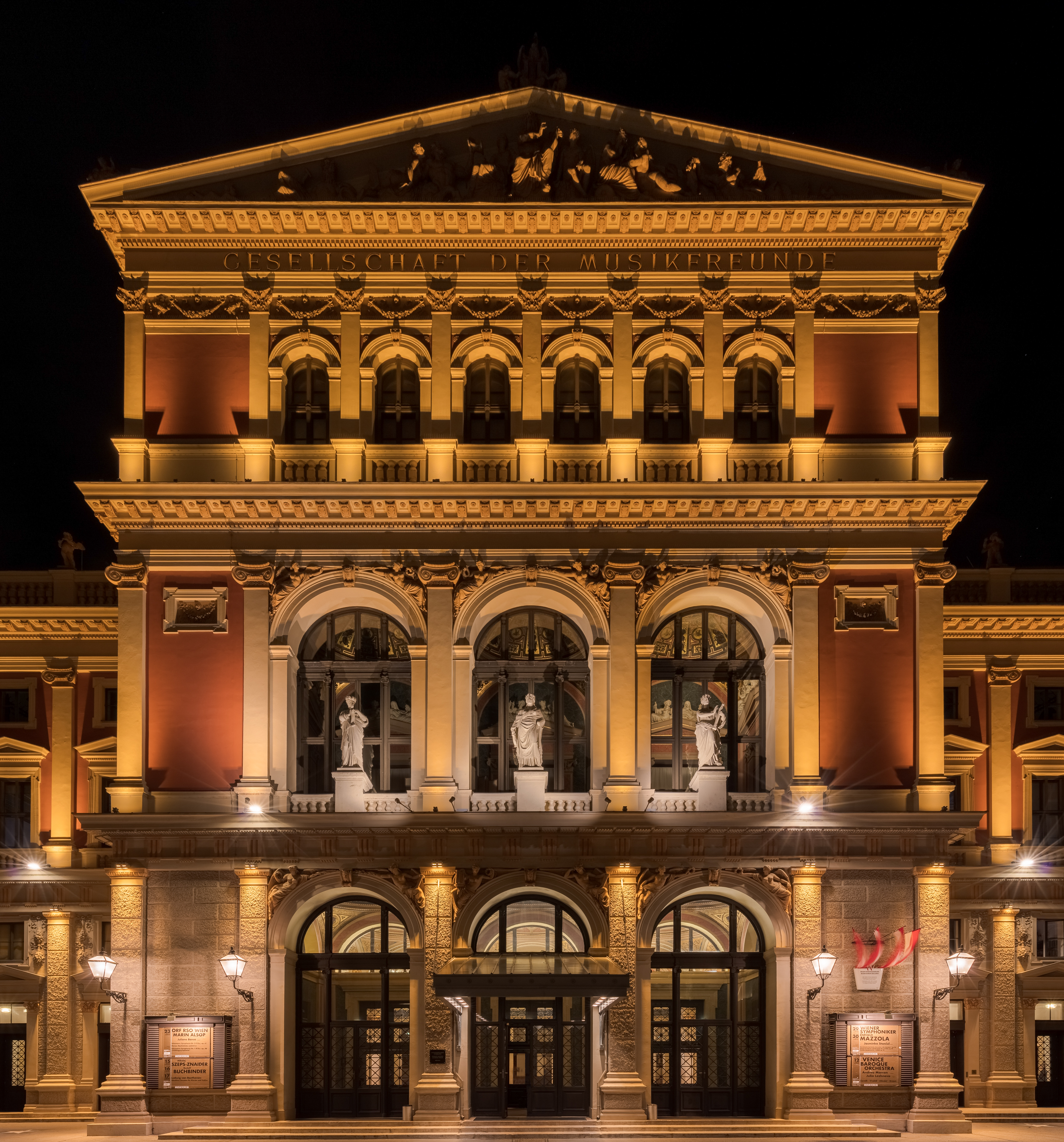
夜晚下的的維也納音樂協會大樓,正面

维也纳音乐协会大楼（德語：Haus des Wiener Musikvereins，德語發音：[muˌziːkfɛʁˈʔaɪ̯n]）是位于奧地利維也納内城的一座音乐厅。
该楼内有多个大小不一的表演空间，其中面积最大的金色大厅（Großer Musikvereinssaal，即大音协厅，金厅）因装修精美，且音响效果出色，是世界上最著名的音乐厅之一。

## 历史
维也纳音乐之友协会成立于1812年，1831年起在维也纳组织音乐会，但初期使用的音乐厅只能容纳700余名观众。1863年，由弗朗茨·约瑟夫一世批准，使用建设戒指路的资金，在维也纳河附近为该协会建造一个音乐厅，建筑设计由新古典主义建筑师特奥费尔·翰森完成。音乐厅设计为一个大厅和一个小厅，分别供交响乐和室内乐使用。
1870年1月6日，音乐厅正式起用，评论界对大厅（金色大厅）出色的音响效果赞叹不已，很快声名远播。週餘後的1月15日，當代最具代表性的維也納音樂家，即史特勞斯（Strauß）三兄弟在此同場演出，並分別指揮了自己的作品。除了大廳之外，专门用来举办室内乐的小厅也多有好评，1937年命名为“勃拉姆斯厅”。2004年，音乐厅在地下扩建了四个使用现代技术的小厅，可以用来乐团排练、小型演出、举办会议等等。

## 金色大厅

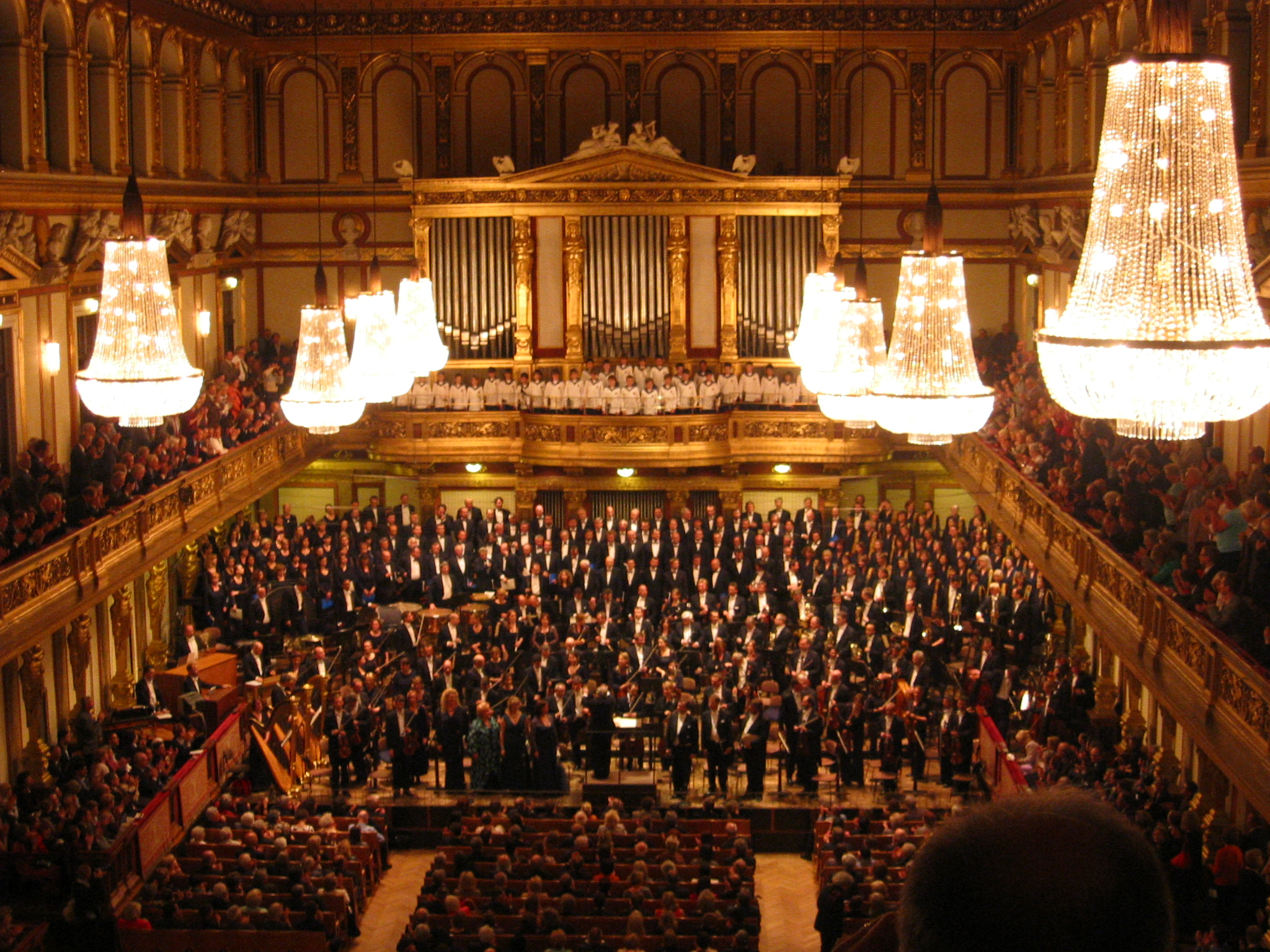
柏林國立樂團, 維也納歌唱協會合唱團和維也納少年合唱團, 在金色大厅（2009年）

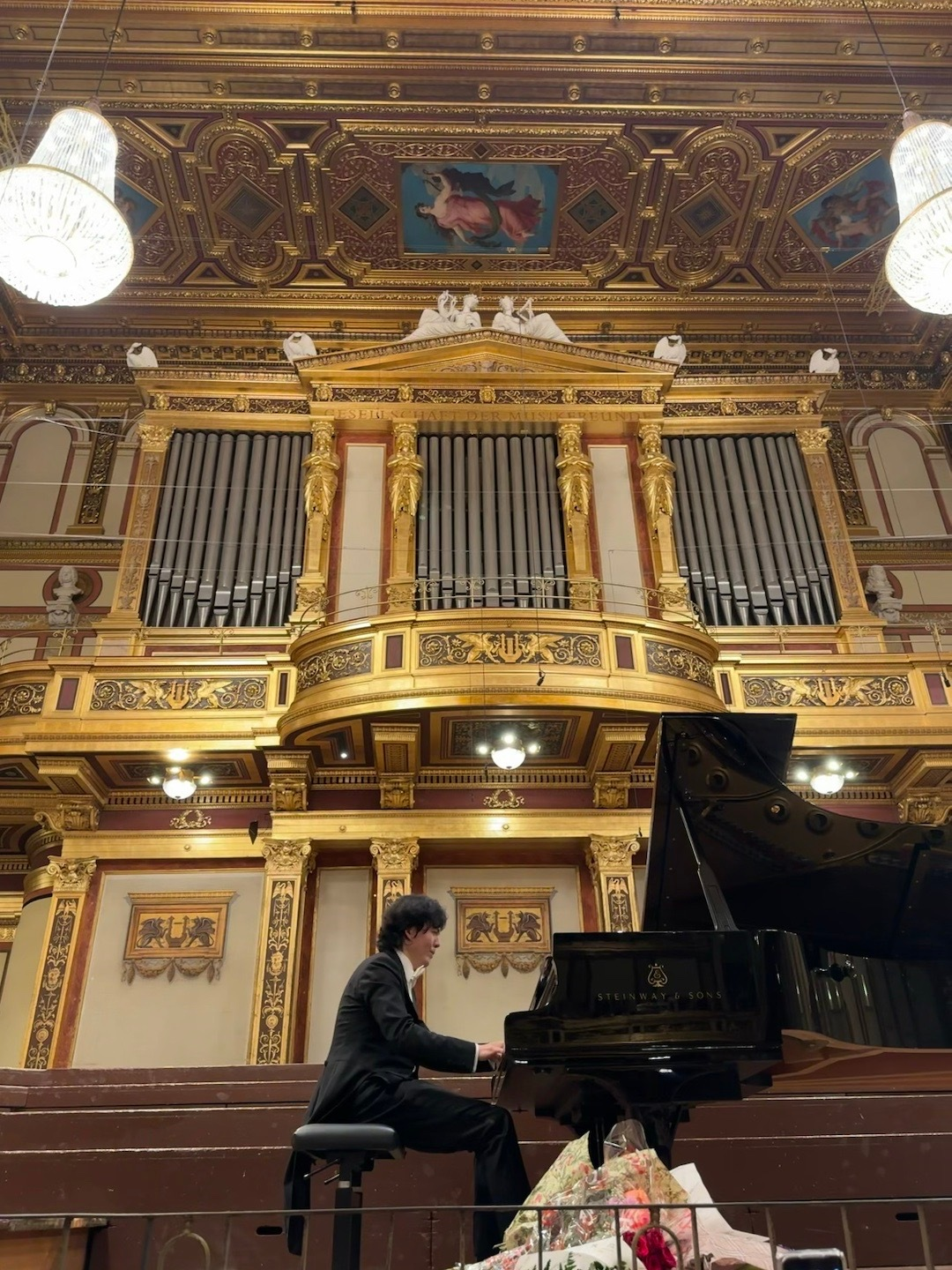
鋼琴家李雲迪在金色大厅（2024年）

金色大厅长期被誉为世界上最佳的音乐厅之一，是维也纳爱乐乐团的常驻音乐厅。每年的1月1日，维也纳新年音乐会按照传统都会在金色大厅举行，电视转播将大厅金碧辉煌的装饰、无与伦比的音响效果展现在全世界的观众面前。
金色大厅建造的年代尚未有成熟的建筑声学研究，建筑师特奥费尔·翰森的设计直到多年后才系统地得以科学解释。今天看来，“鞋盒”形状的音乐厅具有理想的比例，在此基础上，天花板上的花格镶板以及数量众多的女神像柱等建筑元素进一步延长了混响时间，长达两秒。舞台木制地板下挖空的空间增强了声音的共振效果，悬于屋架的天花板也起到了类似的作用。廳內的聽眾不論坐於遠近高低，都能享受到一樣水準的音樂演奏。奥古斯特·艾森门尔绘制了大厅天花板上的画作——阿波罗和九位缪斯女神，蔚蓝的背景色与金碧辉煌的大厅形成鲜明的对比，而音乐厅内的雕塑由弗兰茨·梅尔尼茨基创作。

### 圖廊

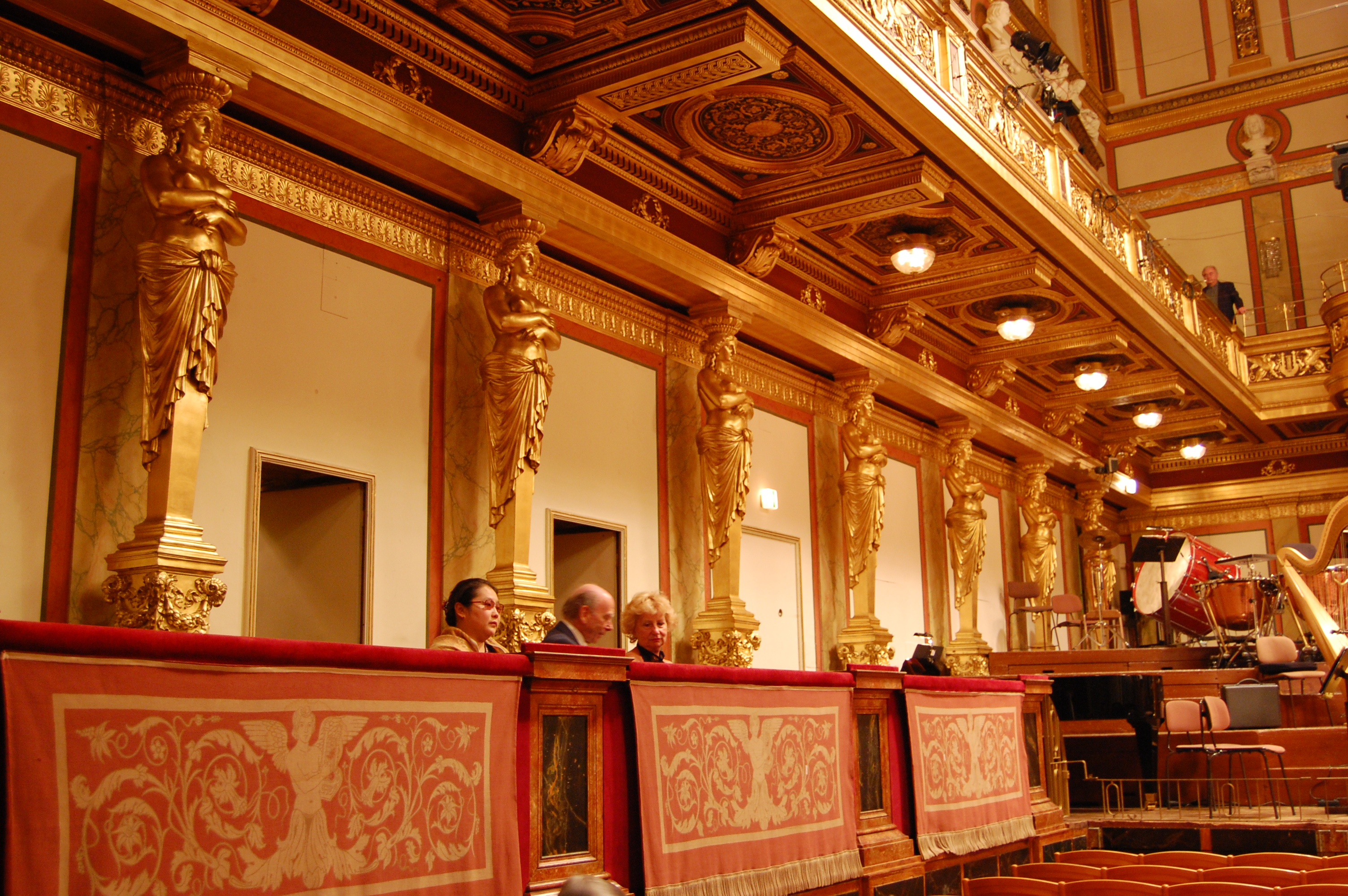
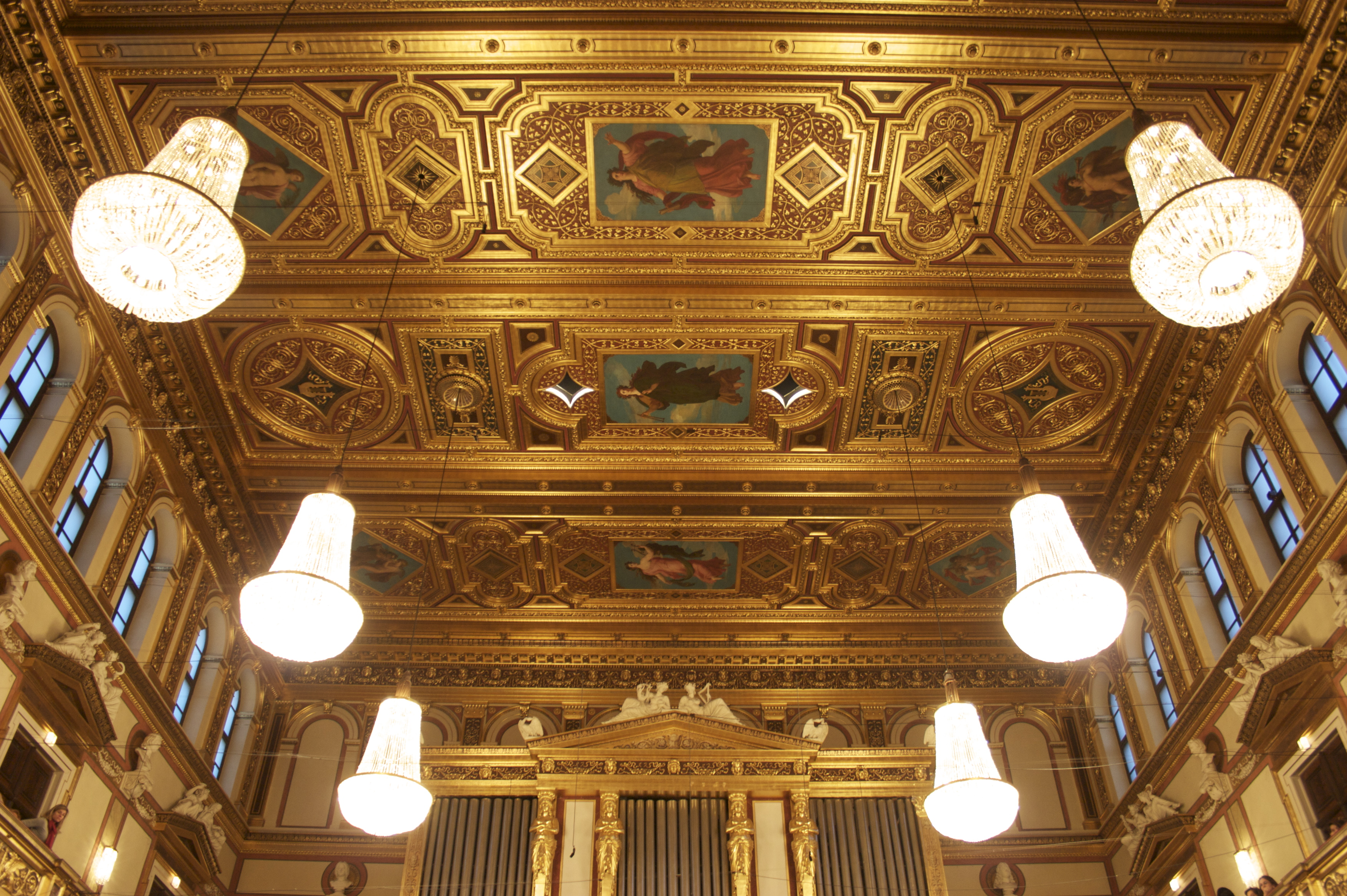
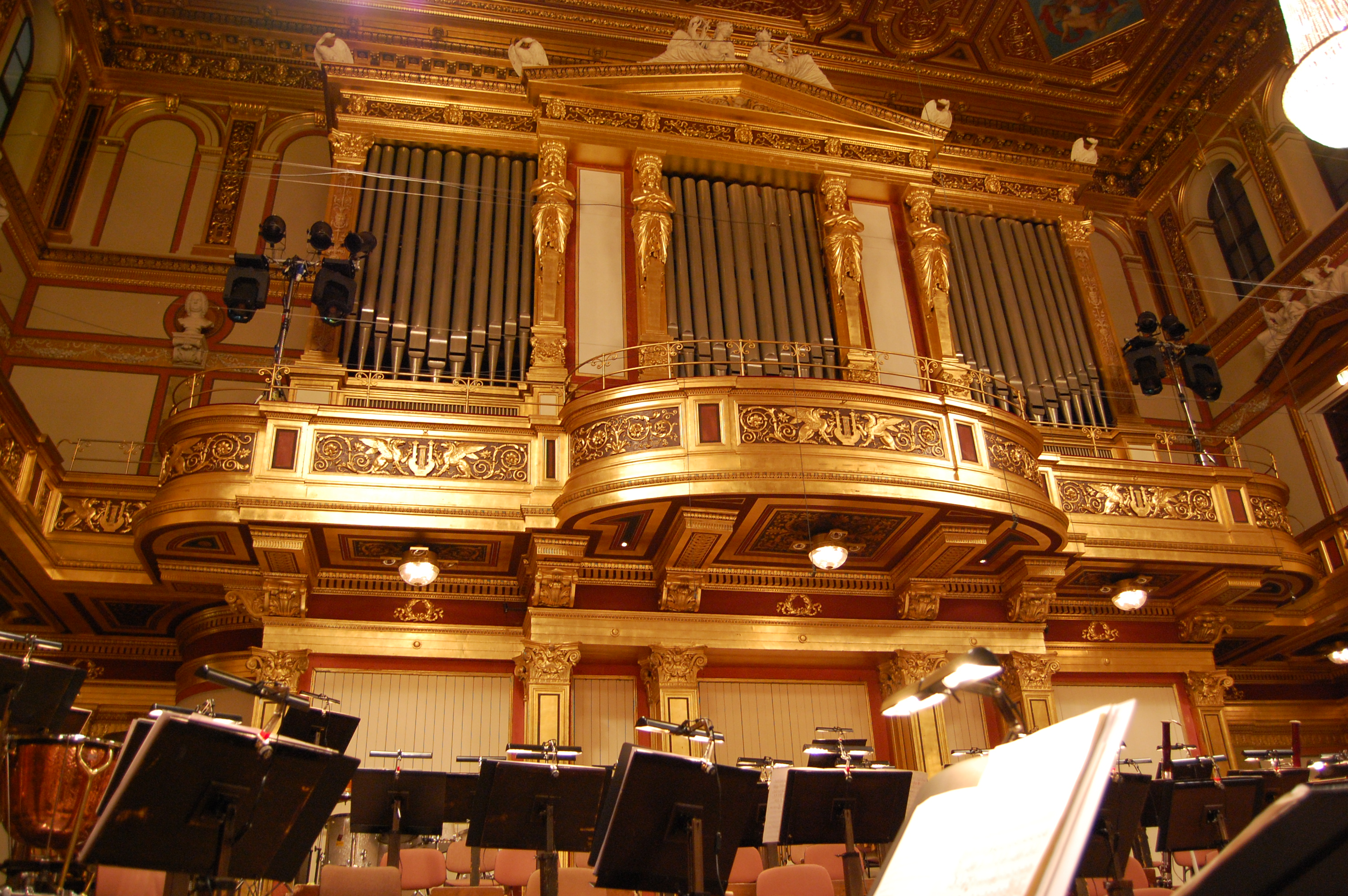
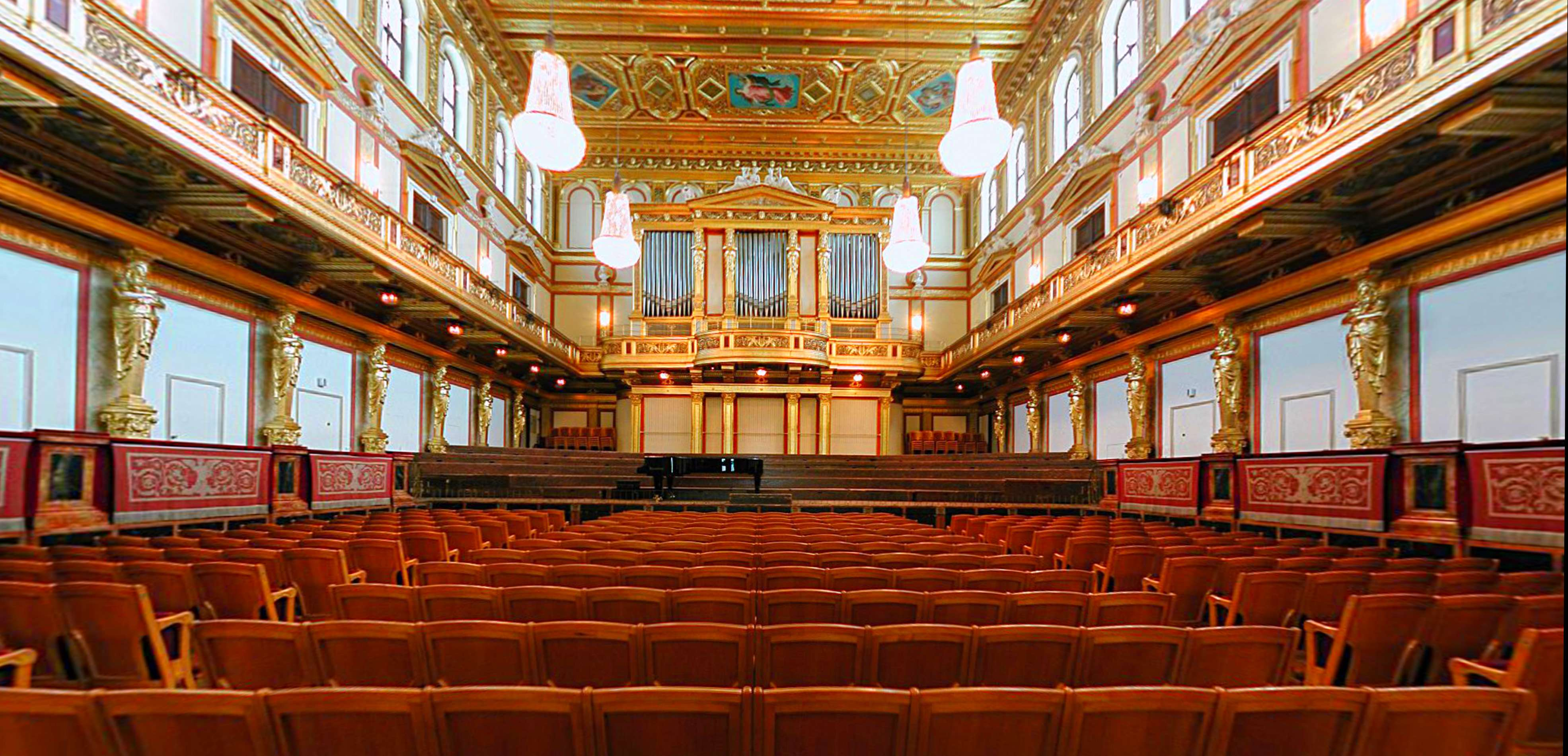

## 建筑空间列表

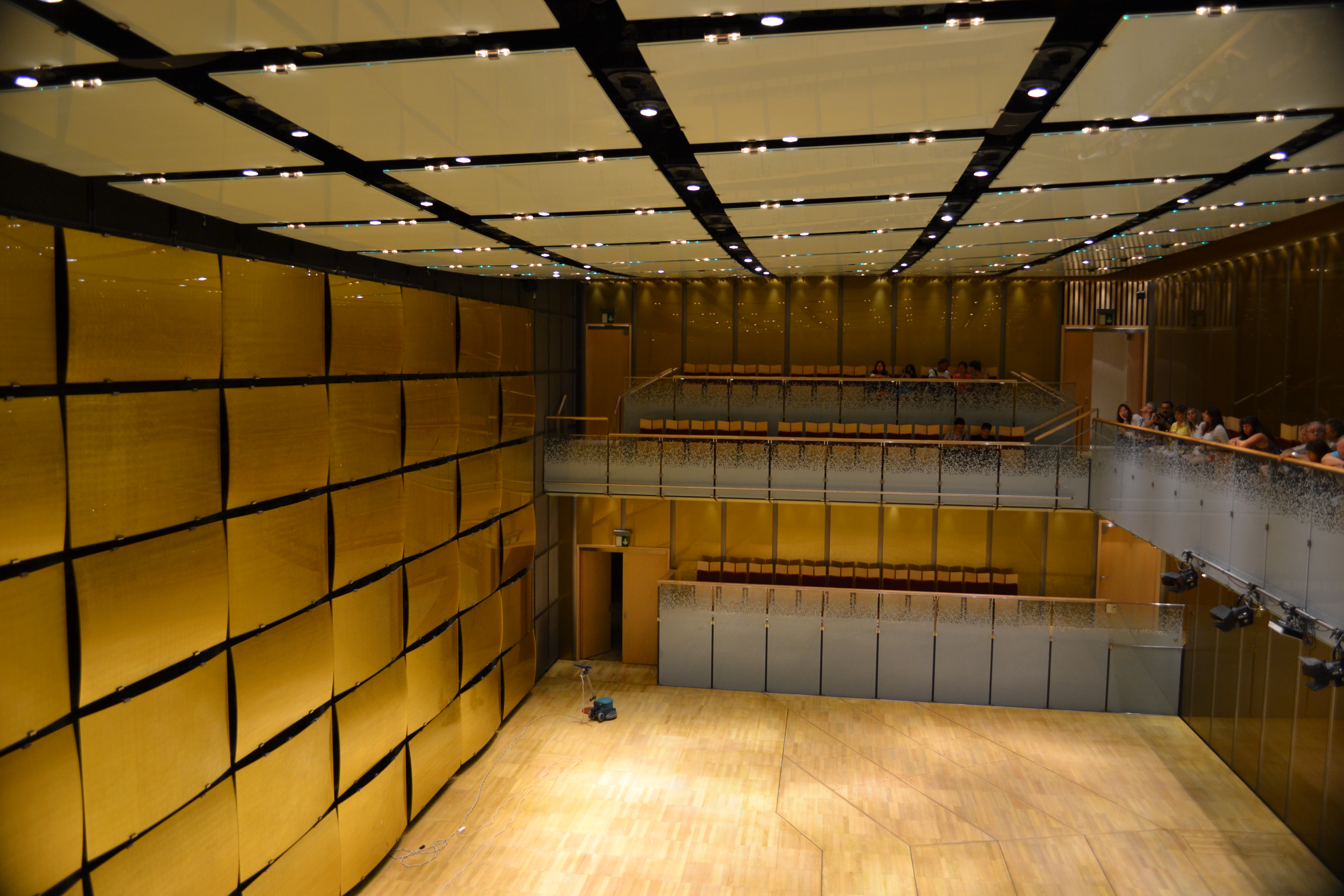
玻璃厅

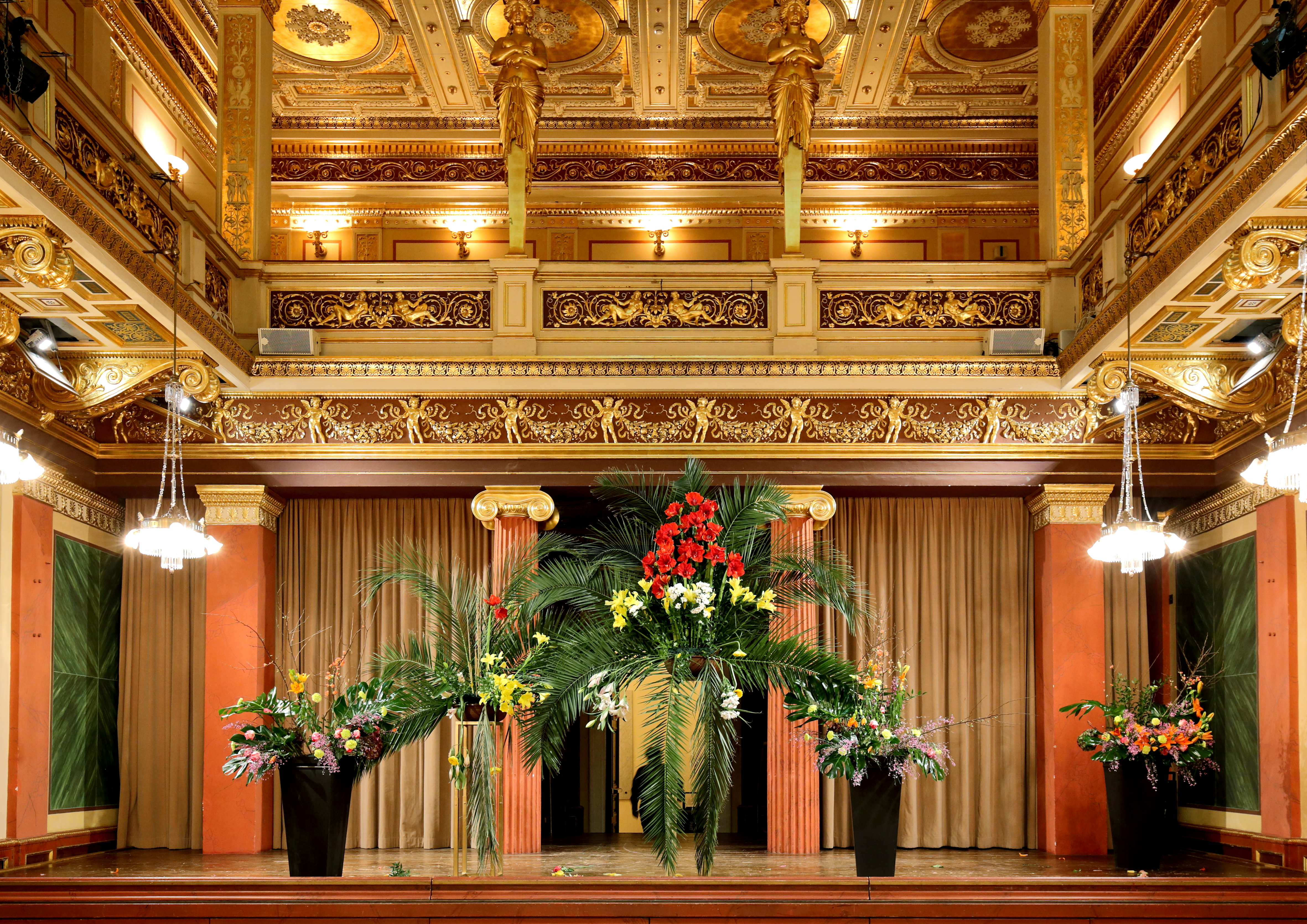
勃拉姆斯厅

维也纳音乐协会大楼共有六個厅，分別名為大廳（金色大廳）、勃拉姆斯廳、玻璃廳、金屬廳、石頭廳、木頭廳，其中木头厅不是音乐厅，而用来举办会议、展览等活动。维也纳音乐之友协会在大楼内拥有丰富的音乐史、手稿、乐谱、乐器等藏品。
| 空間名                       | 中文翻译                 | 面積          | 高度    | 座位数               |
| ---------------------------- | ------------------------ | ------------- | ------- | -------------------- |
| Großer Saal（Goldener Saal） | 大厅（金色大厅）         | 48.8 × 19.1 m | 17.75 m | 1744 （另約300站席） |
| Brahms-Saal                  | 勃拉姆斯厅               | 32.5 × 10.3 m | 11 m    | 600                  |
| / Magna Auditorium           | 玻璃厅 / 大礼堂          | 22 × 12.5 m   | 8 m     | 380                  |
|                              | 金属厅                   | 10.5 × 10.8 m | 3.2 m   | 70                   |
| / Horst Haschek Auditorium   | 石头厅 / 霍斯特·哈夏克厅 | 13 × ~8.6 m   | ~3.3 m  | 60                   |
|                              | 木头厅                   | 11.5 × 7.5 m  | 3.4 m   | 60                   |

## 外部連結
- 维也纳音乐协会官方网站 （页面存档备份，存于）（德文）（英文）